# Serravalle TI
| TI ist das Kürzel für den Kanton Tessin in der Schweiz. Es wird verwendet, um Verwechslungen mit anderen Einträgen des Namens Serravalle zu vermeiden. |

Serravalle ist eine politische Gemeinde im Kreis Malvaglia im Bezirk Blenio des Schweizer Kantons Tessin. Sie entstand auf den 1. April 2012 durch die Fusion der drei ehemaligen Gemeinden Ludiano, Malvaglia und Semione.

## Geographie
Die Gemeinde Serravalle umfasst einen Abschnitt des unteren Bleniotals beidseits des Brenno sowie das gesamte Seitental Val Mavaglia, das vom Orino durchflossen wird. Die drei Ortschaften Ludiano, Malvaglia und Semione liegen alle im hier relativ breiten Bleniotal. Das Val Mavaglia dagegen wird nicht mehr ganzjährig bewohnt. Neben mehreren Alpsiedlungen liegt hier auch der Stausee Laghetto della Val Malvaglia. Die Gemeinde erreicht am südlichen Grat des Rheinwaldhorns eine Höhe von 3347 m ü. M. Weitere höhere Gipfel, die sich über das Val Malvaglia erheben, sind unter anderen die Cima di Gana Bianca, die Cima di Gana Rossa, die Lògia, der Piz di Strega sowie der Vogelbärg.
Die Nachbargemeinden sind Acquarossa, Blenio, Biasca, Giornico und Pollegio sowie auf Bündner Territorium Rossa, Mesocco und Rheinwald.

## Geschichte
Die neue Gemeinde entstand durch den Zusammenschluss von Ludiano, Malvaglia und Semione aufgrund eines Beschlusses des Tessiner Grossen Rats am 15. März 2011. In einer Konsultativabstimmung am 25. April 2010 hatten sich zuvor die Stimmberechtigten der drei Gemeinden zu 75 % für den Zusammenschluss ausgesprochen: In Malvaglia fiel die Zustimmung mit 84 % sehr deutlich aus, ebenfalls klar war die Unterstützung mit 67 % in Ludiano, wogegen die Einwohner von Semione mit einer Mehrheit von 54 % eher knapp der Gemeindefusion zustimmten. Der Name der neuen Gemeinde, der «Talsperre» bedeutet, ist dem Namen der auf dem Gemeindegebiet liegenden gleichnamigen Burg entliehen.
Die Bevölkerung von Serravalle stimmte in einer Volksabstimmung am 27. November 2016 mehrheitlich gegen die Einrichtung des Nationalparks Parc Adula.

## Bevölkerung
| Jahr      | 2011 | 2012 | 2013 | 2014 | 2015 | 2016 | 2020 | 2021 | 2022 | 2023 |
| --------- | ---- | ---- | ---- | ---- | ---- | ---- | ---- | ---- | ---- | ---- |
| Einwohner | 1994 | 2045 | 2089 | 2076 | 2075 | 2101 | 2079 | 2055 | 2053 | 2066 |

## Schulen und Infrastruktur
Kindergärten befinden sich in den Ortsteilen Ludiano und Malvaglia und die Primarschule in Malvaglia, während der Mittelstufenunterricht in der Nachbargemeinde Acquarossa stattfindet. Der gymnasiale Unterricht erfolgt am Liceo Cantonale di Bellinzona oder an der Scuola Cantonale di Commercio Bellinzona.
Die Gemeinde hat Fussballplätze in Semione und Malvaglia.

## Wirtschaft
Im Jahr 2018 zählt der Primäre Sektor (Energiegewinnung, Steinbruch, Land- und Forstwirtschaft) 51 Betriebe, was 28,7 % der ortsansässigen Unternehmen entspricht. 36 Betriebe (20,2 %) gehören zum Sekundären Sektor (Industrie und Gewerbe), 91 Betriebe (51,1 %) zum Tertiären Sektor (Handel und Dienstleistungen). Die insgesamt 178 örtlichen Betriebe beschäftigen 589 Personen, davon sind 389 Männer und 200 Frauen. Mit einem Anteil von 90,4 % überwiegen Unternehmen mit nicht mehr als 4 Mitarbeitern. Verschiedene Bauern und Kleinunternehmer versuchen Serravalle als Produktionsort für hochwertige und nachhaltig hergestellte Lebensmittel, im Sinne der in Italien entstandenen Slow-Food-Bewegung, zu positionieren.
Der Grossteil der Beschäftigten in Serravalle sind Wegpendler, die hauptsächlich in Biasca, der Riviera oder Bellinzona arbeiten. Im Ort bieten, neben der Gemeindeverwaltung, hauptsächlich der Steinbruch, zwei Unternehmen des Bauhauptgewerbes und mehrere Betriebe des Baunebengewerbes Beschäftigung. Zudem gibt es mehrere Geschäfte und Restaurants sowie eine Bank und eine Post. Der Tourismus ist im Bleniotal traditionell gering entwickelt. Die Gemeinde Serravalle führt daher keine Statistik über die Übernachtungen. Private Hauseigentümer vermieten Zimmer und Ferienhäuser. Serravalle erhofft sich wirtschaftliche Impulse durch ein neues Thermalbad-Projekt (Acquarossa Spa Resort) im benachbarten Acquarossa.

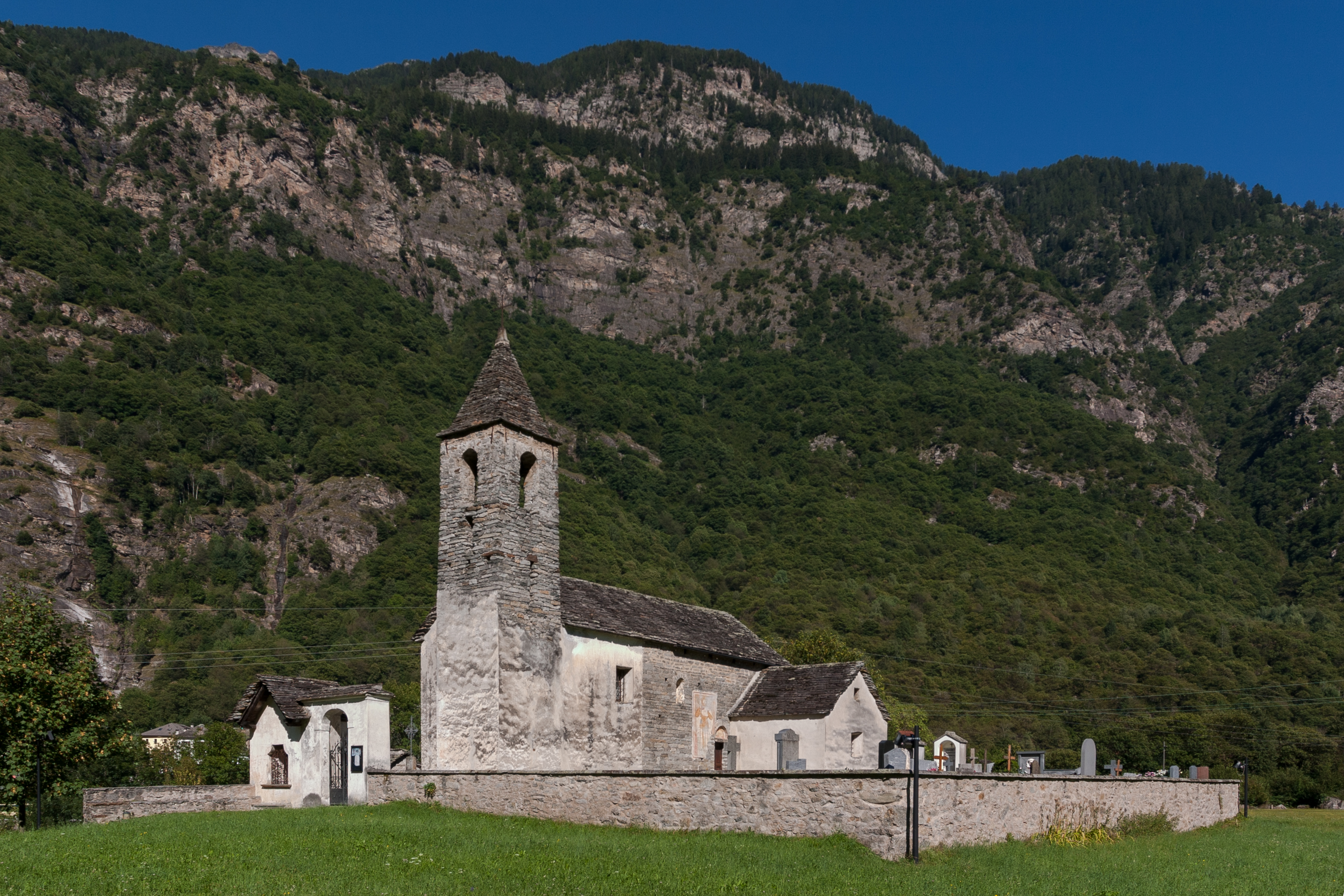
Oratorium San Pietro in Motto di Dongio

## Sehenswürdigkeiten
- Pfarrkirche Santa Maria Assunta in Semione[13][14]
- Beinhaus Cappella dei Morti in Semione[13]
- Kirche Santa Maria del Castello in Semione[13]
- Burgruine Castello di Serravalle in Semione[15][13]
- Pfarrkirche San Martino in Malvaglia[13][16]
- Höhlenburg Casa dei Pagani in Malvaglia[17]
- Pfarrkirche San Secondo in Ludiano[13]
- Kirche San Pietro im Ortsteil Motto di Dongio (Ludiano[13])